# Noto
Noto (sicilijanski: Nuotu; latinski: Neetum i Netum) je grad u Italiji, na otoku i administrativnoj regiji Sicilija, središte istoimene općine u pokrajini Sirakuza. Noto se nalazi u podnožju planine Iblea i po njemu je nazvana visoravan Val di Noto.
Barokno središte Nota je, zajedno sa sedam drugih baroknih gradova u dolini Val di Noto koji su obnovljeni nakon potresa 1693. godine, 2002. godine upisano na UNESCO-ov popis mjesta svjetske baštine u Europi kao primjer "vrhunca i završnog procvata baroka u Europi".

## Povijest
Stariji grad, Noto Antica, koji se nalzi 8 km sjeverno na planini Alveria, su osnovali Sikuli (skupina Italika) i pripadao je Magni Graeciji. Prema grčkim mitovima ovdje je pristao Dedal u bijegu, ali i Heraklo nakon obavljenog sedmog zadatka. Tijekom Prvog punskog rata taj grad je 263. pr. Kr. pripao Rimljanima. God. 866. osvajaju je Arapi koji ga čine glavnim gradom jedne od tri oblasti (Vellum) Emirata Sicilije.
Nakon pobune Sicilijanaca protiv Anžuvinaca, Petar III. Aragonski se u Cataniji okrunio za kralja Sicilije 1282. godine. Sicilija postaje dijelom Aragonskog kraljevstva u ranom 15. stoljeću. U 16. i 17. stoljeću u gradu su djelovale brojne važne osobe kao što je Giovanni Aurispa i arhitekt Matteo Carnelivari, te je kralj Ferdinand III. Aragonski gradu dodijelio titulu civitas ingeniosa ("genijalni grad"). Sljedeće stoljeće grad se gradi i širi izvan gradskih granica, no 1693. godine potres je gotovo uništio cijeli grad. Poslije ovih katastrofa grad je obnovio u broknom planu arhitekt Giovanni Battista Landolina. Djela mnogih baroknih arhitekata od lokalnog tufa, koji je pod sunčevim svjetlom boje meda, su mu osigurala naslov "Kamenog vrta".
Gospodarstvo grada se ipak nije nikada potpuno obnovilo i 1817. godine izgubio je naslov središta pokrajine, a 1844. dobio je biskupiju. U svibnju 1860. Giuseppe Garibaldi je Siciliju pripojio Kraljevini Italiji pripojenjem pokrajine Noto.

## Znamenitosti
- Duždevu palaču (Ducezio Palace), današnju gradsku vijećnicu, izgradio je Vincenzo Sinatra, a oslikao u neoklasicističkom stilu Antonio Mazza.
- U gradu su izgrađene još dvije znamenite palače, Palača Astuto i Palača Villadorata iz 1733. godine.
- Katedrala sv. Nikole (San Nicolò di Mira) je dovršena 1776. godine, a 1996. godine su se neki njeni dijelovi iznenada srušili i još uvijek nisu obnovljeni.
- Samostan Santa Chiara iz 1735. godine dizajnirao je Rosario Gagliardi u ovalnom tlocrtu čiju unutrašnjost dijeli dvanaest stupova. U njoj se nalazi "Gospa s Djetetom" iz 16. stoljeća (Antonello Gagini).
- Od četrdesetak crkava u Notu najznamenitije su: Crkva sv. Karla Borromea, Crkva sv. Dominika (San Domenico, arhitekt Rosario Gagliardi), San Francesco all'Immacolata, Santissimo Crocifisso, i dr.

- Katedrala u Notu
- San Domenico
- San Carlo Borromeo
- San Francesco all'Immacolata
- Kraljevska gradska vrata (Porto Reale)
- Santissimo Crocifisso
- Općinsko kazalište (Teatro Comunale)
- Palača Villadorata

## Vanjske poveznice
- web kamera s katedrale San Nicolò
- Vina Nota  Arhivirana inačica izvorne stranice od 13. veljače 2012. (Wayback Machine)
- Park Cavagrande (tal.)

### Ostali projekti
|  | Zajednički poslužitelj ima stranicu o temi Noto    |
|  | Zajednički poslužitelj ima još gradiva o temi Noto |